# 石川孝人
石川 孝人（いしかわ　たかと、1938年5月22日 - ）は日本の脚本家。福岡県出身。

## 経歴
1963年に日本大学芸術学部を卒業し、シナリオ作家協会のシナリオ研究所研修科の第1期生となる。

## 代表作
- 「水戸黄門」（第3部～第5部）
- 「大岡越前」